# マックス・シュトッツ
マックス・シュトッツ(独:Max Stotz、1912年2月13日 - 1943年8月19日(戦闘中消息不明 - MIA)は、オーストリア及びドイツの軍人。最終階級は空軍大尉。第二次世界大戦では、総出撃回数700回以上、総撃墜機数189機を誇るエース・パイロットとして知られ、その功績により柏葉付騎士鉄十字章を受章した。

## 経歴
シュトッツは1912年2月13日にオーストリア＝ハンガリー帝国エスターライヒ・ウンター・デア・エンス大公国シュヴェヒャートに生まれた。1933年にオーストリア陸軍に入隊し、1935年にオーストリア空軍へ所属を変更した。その後、1938年3月13日のアンシュルス(ドイツによるオーストリア併合)によってドイツ空軍へと入隊した。第二次世界大戦勃発後は専らドイツ軍人として奮闘し、1942年12月30日には総撃墜機数が129機に到達した。しかし1943年8月19日、作戦行動中にシュトッツはヤコヴレフ社製のソ連軍機に狙撃された。彼はパラシュートでの脱出を図ったが、ソ連陣地の上空を漂っている姿が最後に目撃されたのみで、その後の消息は不明である。

## 叙勲
- 空軍前線飛行章
  - ペナント付き黄金空軍前線飛行章[3]
- 鉄十字章
  - 二級鉄十字勲章1939年章 (1939年11月5日)[4]
  - 一級鉄十字勲章1939年章 (1940年6月1日)[4]
- 空軍名誉杯 (1940年9月28日)[4]
- ドイツ十字章
  - ドイツ十字章金章 (1941年12月1日)[5]
- 騎士鉄十字章
  - 騎士鉄十字章 (1942年6月19日)[6]
  - 柏葉付騎士鉄十字章 (1942年10月30日)[6]